# NBA 2K9
《NBA 2K9》是一款由Visual Concepts公司制作、2K Sports发行的篮球类电子游戏。本游戏于2008年10月7日首先发行。游戏在索尼PlayStation 2、PlayStation 3、Windows和Xbox 360发行。本游戏是NBA 2K系列的第10作，同时也是该系列中第一款登陆PC平台的作品。
本游戏是根据美国NBA篮球而制作。玩家可以进行人生模式和定制模式。
游戏收到普遍赞誉的评价。《IGN》给予本游戏PS2版本7/10的分数。